# Diplacina antigone
Diplacina antigone – gatunek ważki z rodziny ważkowatych (Libellulidae). Występuje na Nowej Gwinei.